# بلبل‌جان
بلبل‌جان (ترکی آذربایجانی: Bülbülcan؛ ۱۸۴۱ – ۱۹۲۷) موسیقی‌دان اهل جمهوری آذربایجان در زمینه‌ی موسیقی مقامی آذربایجانی بود. وی بین سال‌های ۱۸۷۵ تا ۱۹۲۹ میلادی فعالیت می‌کرد. او همچنین به خاطر اجرای مقام‌ها در دیگر زبان‌های منطقه مثل گرجی، ارمنی، لزگی، قموقی، فارسی و روسی شناخته می‌شد.
وی همچنین برندهٔ جوایزی همچون نشان افتخار شیر و خورشید شده‌است.